# Stefan Karpinski
Pour les articles homonymes, voir Karpinski.
Stefan Karpinski est un informaticien américain connu pour être un co-créateur du langage de programmation Julia,,,.  

## Formation et carrière
Ancien élève de l'Université Harvard, il travaille chez Julia Computing qu'il a co-fondé avec Alan Edelman, Jeff Bezanson, Viral B. Shah, Keno Fischer et Deepak Vinchhi,. Il occupe également un poste d'ingénieur de recherche au sein du Center for Data Science de l'Université de New York, au sein de la base de données Moore-Sloan Data Science Environment,,.
Il a obtenu un baccalauréat en mathématiques de l'Université Harvard en 2000 et a achevé une grande partie des travaux de doctorat en informatique de l’Université de Californie à Santa Barbara (UCSB) avec des recherches sur la modélisation du trafic de réseau local. Il est l'un des quatre auteurs principaux d'articles scientifiques de base sur Julia,. Il parle régulièrement de Julia lors de manifestations de l'industrie sur l'informatique scientifique, les langages de programmation et la science des données,,,,,,,,.

## Prix et distinctions
En 2006, Karpinski a participé au Subway Challenge détenant pendant quelque temps le record du monde Guinness du transit le plus rapide avec arrêt dans chaque station de métro de New York. 
En 2019 il est lauréat du prix Wilkinson pour les logiciels de calcul numérique avec Jeff Bezanson et Viral B. Shah pour le développement du langage de programmation Julia.